# تريفور هنري
تريفور هنري (بالإنجليزية: Trevor Henry)‏ هو قاضي نيوزيلندي، ولد في 9 مايو 1902 في ثمز ‏ في نيوزيلندا، وتوفي في 20 يونيو 2007.